# Chionea (Chionea) wilsoni
Chionea (Chionea) wilsoni is een tweevleugelige uit de familie steltmuggen (Limoniidae). De soort komt voor in het Nearctisch gebied.